# Dorstenia ulugurensis
Dorstenia ulugurensis là một loài thực vật có hoa trong họ Moraceae. Loài này được Engl. mô tả khoa học đầu tiên năm 1898.